# ليدي فيوليت
ليدي فيوليت (بالإيطالية: Lady Violet)‏ هي مغنية إيطالية، ولدت في 10 سبتمبر 1972 في فلورنسا في إيطاليا.

## روابط خارجية
- ليدي فيوليت على موقع ميوزك برينز (الإنجليزية)
- ليدي فيوليت على موقع أول ميوزيك (الإنجليزية)
- ليدي فيوليت على موقع ديسكوغز (الإنجليزية)